# El cardenal infante don Fernando de Austria cazador
El cuadro de El cardenal infante don Fernando de Austria cazador fue pintado por Velázquez hacia 1632-33 y se conserva en el Museo del Prado de Madrid (España) desde la creación de la pinacoteca en  1819.

## Historia del cuadro
El rey Felipe IV encargó a Velázquez una serie de cuadros con el tema de la caza, destinados todos ellos a adornar el pabellón que para esta actividad habían construido en el monte del Pardo, cerca de Madrid, llamado "Torre de la Parada". Este pabellón se convirtió más tarde en un valioso museo de pinturas donde fue a parar la larga serie de las Metamorfosis de Ovidio, pintada por Rubens. Este pabellón estaba reservado en exclusiva para la Corte, nadie más tenía acceso. Allí se recopiló el conjunto más importante sobre temas de mitología y gran variedad de desnudos.
Velázquez pintó para este lugar otros dos cuadros con el tema de la caza: Felipe IV cazador y El príncipe Baltasar Carlos cazador. Este último cuadro, a juzgar por la edad del príncipe, entonces un niño de pocos años, hubo de pintarse hacia 1635-36, mientras que los de Felipe IV y don Fernando han de ser anteriores. El cardenal infante emprendió viaje a Amberes (vía Génova) en 1633, para suceder a su tía Isabel Clara Eugenia en el gobierno de los Países Bajos, lo cual marca una fecha tope para su retrato; si bien Velázquez pudo modificar el atuendo y el fondo de paisaje posteriormente.
Los tres retratos citados tienen algo en común: formato estrecho, figura presentada de tres cuartos, escopeta de caza en la mano y traje de caza en los protagonistas. Se sabe que el pintor trabajó sobre muchas más obras con este asunto pero ninguna de ellas se halla en España.

## Descripción del cuadro
El hermano del rey Felipe IV aparece mirando directamente al espectador y vestido con un traje de color negro y plata sobre el que destacan los guantes de gamuza. Sostiene la escopeta con ambas manos y a sus pies destaca el perro, un podenco de color canela.